# Atlantosaurus
Atlantosaurus foi um dos primeiros dinossauros a serem descobertos durante a “Guerra dos Ossos” no século XIX. É parecido com o Diplodocus, com um pescoço e uma cauda muito comprida. O Atlantosaurus media 23 m de comprimento e era herbívoro. Viveu na América do Norte durante o período Jurássico Superior. O professor O.C. Marsh chamou-lhe Atlantosaurus, “réptil Atlas”, em honra do titã grego Atlas, que carregava o mundo sobre as suas costas.
Primeiramente, Marsh o nomeou "Titanosaurus" montanus, mas logo soube que o nome Titanosaurus já havia sido utilizado no início do mesmo ano para descrever um saurópode diferente, por isso ele a renomeou. Os fósseis descobertos foram inicialmente distinguidos pelo seu imenso tamanho e pelas pleurocoels (bolsos cheios de ar) nas vértebras. No entanto, desde a época de sua descoberta, essas características foram encontrados para ser generalizada entre os saurópodes, tornando quase impossível distinguir as duas vértebras conhecidas de Atlantosaurus da dos seus familiares. Uma vez que não está claro se ou não Atlantosaurus montanus na verdade representa uma espécie distinta, que é considerado um nomen dubium ("nome dúbio"). Alguns pesquisadores consideram provável um sinônimo de Apatosaurus ajax.